# Коцын, Борис Исидорович
Бори́с Исидо́рович Ко́цын (псевд.: К., К—н, Б. К.; латин.: Beka, K., Ko—in; 1887, Ковно — 1958, Москва) — советский профсоюзный и общественный деятель, эсперантист, редактор, журналист. Ответственный редактор журнала «Рабис» (1927—1929).

## Биография
Родился 9 января (по старому стилю) 1887 года в Ковно в еврейской семье, отец — врач. Племянник Л. М. Заменгофа.
В 15 лет выучил эсперанто. Получив среднее образование в Ковно, уехал в Москву, поступил в Императорский Московский университет. По окончании университета работал помощником присяжного поверенного. Активно выступал за распространение эсперанто в России, переводил русскую литературу на эсперанто, был вице-президентом Московского общества эсперанто (1911—1913), редактором журнала La Ondo de Esperanto («Волна эсперанто»). Автор ряда статей об эсперанто, книги «История и теория идо» (на эсперанто) (1913), в которой полемизирует со сторонниками языка идо, отстаивая достоинства фундаментального эсперанто. 
В феврале 1914 года открыл в Москве собственную контору по продаже кинолент, был представителем в России иностранных кинофирм Kineto, Urban, Gesellshaft für Wissenschaftliche Films и других. Участник Первой мировой войны.
С октября 1918 года — член правления, секретарь Союза киноработников, входил в состав правления Всероссийского кинокомитета. По воспоминаниям А. Е. Разумного, вместе с другими киноработниками состоял в отряде Частей особого назначения (ЧОН) (1919).
В 1919—1921 годах — товарищ председателя, заведующий орготделом, руководитель кинематографической секции (совместно с Б. В. Чайковским) Всероссийского союза работников искусств (Рабис). Входил в состав комиссии Рабиса по вопросу о национализации кинематографов. Член коллегии Всероссийского фотокиноотдела (ВФКО), в декабре 1920 года был командирован ВФКО за границу с Ю. Л. Желябужским за киноплёнкой. 
Член РКП(б). В дискуссии о профсоюзах во фракции РКП(б) Московского губрабиса проголосовал в защиту тезисов Ленина. В 1921—1922 годах — член президиума Всероссийского союза работников просвещения и искусств.
В 1923—1926 годах — секретарь ЦК Всерабис, заместитель председателя ЦК (1923), заведующий бюро международных связей ЦК; в 1927—1929 годах — секретарь ЦК по международным делам. В 1923—1929 годах — председатель Центрального бюро фотокиносекции ЦК Рабис. Входил в состав инициативной группы по созданию Ассоциации революционной кинематографии (АРК) (1924).
Соредактор журнала «Вестник работников искусств» (1924—1926), ответственный редактор журнала «Рабис» (1927—1929), публиковался в журналах «Советское искусство», «Вестник работников искусств», «Художник и зритель», «Большевик» и других.
Входил в состав Художественно-политического совета при Главреперткоме (1928), Художественно-политического совета Театра  им.  Е. Б. Вахтангова  (1928), правительственной комиссии по урегулированию вопросов, связанных с деятельностью Большого театра (1928).
В 1930—1950 годах — заведующий редакцией входящей информации отдела иностранной информации, заведующий отделом обработки иностранной печати Телеграфного агентства Союза ССР при СНК СССР (ТАСС).  В 1929 и 1933 годах исключался из ВКП(б) «за скрытие социального происхождения, политическую неустойчивость и неискренность перед партией». Дважды был восстановлен. В период кампании по борьбе с космополитизмом в докладной записке агитпропа ЦК ВКП(б) М. А. Суслову о кадрах ТАСС от 23 марта 1950 года Коцын упоминается в числе сотрудников ТАСС «сомнительных в политическом отношении».
Избирался членом Моссовета (1925—1926), членом Центрального комитета «Союза эсперантистов советских стран» (1926—1928).
Умер в 1958 году в Москве.

### Семья
Родители заключили брак в Ковне 18 декабря 1884 года.
- отец — Израиль (Исидор) Мовшович (Моисеевич) Коцын (1858—?)[49], звания лекаря удостоен в 1883 году[50], в Ковно практиковал в области внутренних, накожных и мочеполовых болезней[51][52], был врачом Ковенской женской гимназии[53]; позднее практикующий врач по внутренним и детским болезням, коллежский советник[54];
- мать — Тереза Александровна Коцын (урождённая Зильберник, 14 октября 1862, Ковна — ?), сестра эсперантистки К. А. Зильберник[5] (жены создателя эсперанто Л. Л. Заменгофа;
- брат — Григорий Исидорович Коцын (16 декября 1888, Ковна — ?), интендант 2 ранга[55][56].

## Комментарии
1. ↑  В некоторых источниках указывается фамилия Б. И. Коцына — Коцин, Котзин.